# Departament de Cortés
El departament de Cortés és un dels 18 departaments en què es divideix Hondures. Limita al Nord amb el mar Carib o de les Antilles, al nord-est amb el departament d'Atlántida, a l'extrem est amb el departament de Yoro, al sud-est amb el departament de Comayagua, a l'oest amb el departament de Santa Bárbara, al nord-oest amb la república de Guatemala, al Sud amb Comayagua i al sud-oest amb el Llac de Yojoa.

## Població
La zona que avui comprèn el departament de Cortés, va tenir una arrencada lenta de creixement poblacional. No obstant això, el desenvolupament econòmic aconseguit arran de l'arribada de les transnacionals bananeres a principis del segle xx, va impulsar en gran manera, l'augment poblacional. Per exemple, l'any de 1900, la població de la ciutat de San Pedro Sula, arribava a un total de 5,000 habitants. Deu anys més tard (1910) la ciutat tenia 10,000 habitants, i una mica més de 21,000 per 1949.
En 1950 Cortés tenia 125,728 habitants. En 1961 va tenir un augment del 7.74 per cent en arribar a 200,099. Tretze anys més tard, el departament va tenir un creixement del 14.29 per cent en sumar 369,616 habitants. Sobre el final del segle XX i començaments d'aquest segle (XXI), el creixement de la població del departament de Corés es va haver de l'establiment de parcs industrials (ZIP) en el vall de Sula, la qual cosa va generar un enorme creixement de la població. En 1988 el departament comptava amb més del mig milió d'habitants (688,225). Pel 2001 ja havia superat el milió d'habitants (1,202,510).
Según l'Instituto Nacional de Estadísticas (INE), Cortés és el departament amb major població d'Hondures, amb 1,570,291 residents. D'ells, 810,815 són dones i 759,476 són homes. A més, Cortés compta amb el major percentatge de població urbana, 80,1%. Així mateix, Cortès és el departament d'Hondures amb major densitat de població amb 400.3 hab./km².
L'edat mitjana de la població del departament de Cortès en 2010 és de 22.6 anys. El 5,5% de la població del departament de Cortès compta amb 60 anys i més d'edat. La taxa bruta de natalitat del departament de Cortès és de 24.8 naixements per cada 1.000 habitants. La taxa global de fecunditat en el departament de Cortès és de 2.7 naixements per cada dona.

## Municipis
| Municipis de Cortés | \| 1 \| San Pedro Sula \| 1 009,5 km² \| 1,300,000 hab. \| 69 \| 130 \| 1536 \| \| 2 \| Choloma \| 471,1 km² \| 276,863 hab. \| 45 \| 114 \| 1894 \| \| 3 \| Puerto Cortés \| 391,2 km² \| 115,186 hab. \| 37 \| 66 \| 1524 \| \| 4 \| Villanueva \| 361,8 km² \| 137,657 hab. \| 20 \| 66 \| 1871 \| \| 5 \| Santa Cruz de Yojoa \| 725,6 km² \| 79,858 hab. \| 45 \| 159 \| 1864 \| \| 6 \| La Lima \| 116 km² \| 63,216 hab. \| 26 \| 76 \| 1981 \| \| 7 \| San Manuel \| 138,8 km² \| 53,461 hab. \| 7 \| 30 \| 1859 \| \| 8 \| Omoa \| 382,8 km² \| 40,354 hab. \| 26 \| 76 \| 1752 \| \| 9 \| Pimienta \| 61,0 km² \| 25,469 hab. \| 3 \| 15 \| 1927 \| \| 10 \| Potrerillos \| 88,3 km² \| 23,083 hab. \| 10 \| 26 \| 1871 \| \| 11 \| San Antonio de Cortés \| 227,1 km² \| 20,160 hab. \| 15 \| 66 \| 1830 \| \| 12 \| San Francisco de Yojoa \| 96,8 km² \| 15,537 hab. \| 10 \| 15 \| 1887 \| \| Fuente: INE[4] \| \| \| \| \| \| \| |             |                |           |          |                |
| #                   | Municipi | Territori   | Població       | Llogarets | Caserius | Any de creació |
| 1                   | San Pedro Sula | 1 009,5 km² | 1,300,000 hab. | 69        | 130      | 1536           |
| 2                   | Choloma | 471,1 km²   | 276,863 hab.   | 45        | 114      | 1894           |
| 3                   | Puerto Cortés | 391,2 km²   | 115,186 hab.   | 37        | 66       | 1524           |
| 4                   | Villanueva | 361,8 km²   | 137,657 hab.   | 20        | 66       | 1871           |
| 5                   | Santa Cruz de Yojoa | 725,6 km²   | 79,858 hab.    | 45        | 159      | 1864           |
| 6                   | La Lima | 116 km²     | 63,216 hab.    | 26        | 76       | 1981           |
| 7                   | San Manuel | 138,8 km²   | 53,461 hab.    | 7         | 30       | 1859           |
| 8                   | Omoa | 382,8 km²   | 40,354 hab.    | 26        | 76       | 1752           |
| 9                   | Pimienta | 61,0 km²    | 25,469 hab.    | 3         | 15       | 1927           |
| 10                  | Potrerillos | 88,3 km²    | 23,083 hab.    | 10        | 26       | 1871           |
| 11                  | San Antonio de Cortés | 227,1 km²   | 20,160 hab.    | 15        | 66       | 1830           |
| 12                  | San Francisco de Yojoa | 96,8 km²    | 15,537 hab.    | 10        | 15       | 1887           |
| Fuente: INE         | |             |                |           |          |                |